# Andaspis laurentina
Andaspis laurentina är en insektsart som beskrevs av Almeida 1971. Andaspis laurentina ingår i släktet Andaspis och familjen pansarsköldlöss.
Artens utbredningsområde är Moçambique. Inga underarter finns listade i Catalogue of Life.